# Franz Anton Schubert
Pour les articles homonymes, voir Schubert (homonymie).
Franz Anton Schubert est un violoniste et compositeur saxon, né à Dresde le 22 juillet 1808 et mort dans la même ville le 12 avril 1878.

## Biographie
Son père, également Franz Anton Schubert (1768-1827), est compositeur et contrebassiste. Lui nait à Dresde en 1808 et part étudier à Paris, la capitale française où il travaille sous le nom de François Schubert. Il retourne dans sa ville natale et joue dans l'orchestre de la Cour de 1823 à 1873.

## Œuvres
Son morceau le plus populaire, L'Abeille (Die Biene), op. 13 n°9, est un perpetuum mobile pour violon et piano.